# Margarete von Kleve (1416–1444)
Margarete von Kleve (* 23. oder 24. Februar 1416; † 20. Mai 1444 in Stuttgart) war die Ehefrau der Herzöge Wilhelm III. von Bayern-München und Ulrich V. von Württemberg.
Margarete wurde am 23. oder 24. Februar 1416 als älteste Tochter Graf Adolfs II. von Kleve-Mark (seit 1417 Herzog) und seiner zweiten Ehefrau Maria von Burgund geboren. Eine 1424 vereinbarte Ehe mit Landgraf Ludwig I. von Hessen kam nicht zustande. Sie heiratete am 11. Mai 1433 auf dem Konzil von Basel Wilhelm III. von Bayern-München. Aus der Ehe gingen die Söhne Adolf (1434–1441) und Wilhelm (*/† 1435) hervor, die beide früh starben. Nachdem Wilhelm III. 1435 gestorben war, wurde Margarete am 29. Januar 1441 in Stuttgart die erste Ehefrau Ulrichs V. von Württemberg. Das Paar hatte eine Tochter, Katharina (1441–1497), die später Prämonstratenserin und Dominikanerin wurde. Margarete starb am 20. Mai 1444.
Margarete von Kleve ist eine Figur im 2011 und 2015 aufgeführten Stück der Straubinger Agnes-Bernauer-Festspiele.